# Hamadryas glauconome
Hamadryas glauconome is een vlinder uit de onderfamilie Biblidinae van de familie Nymphalidae. De wetenschappelijke naam van de soort is voor het eerst geldig gepubliceerd in 1864 door Henry Walter Bates.